# Pitney Bowes
Pitney Bowes ist ein US-amerikanisches Unternehmen mit Firmensitz in Stamford, Connecticut. Das Unternehmen wurde 1920 gegründet und ist im S&P 500 an der New Yorker Börse gelistet.
Pitney Bowes ist der weltweit größte Hersteller von Frankiermaschinen sowie Produkten im Postwesen. Pitney Bowes bietet außerdem Dienste im Postbereich und Software im Bereich Geoinformationssysteme (MapInfo), Dokumentenaufbereitung und Datenintegration an.
Pitney Bowes hält heute über 3500 Patente.
Seinen Namen verdankt das auch in Deutschland tätige (Pitney Bowes Deutschland GmbH) Unternehmen den beiden Gründern und Erfindern der Frankiermaschine, Arthur Pitney und Walter Bowes. 1920 wurde dank deren Einsatz der erste Brief per Frankiermaschine freigemacht und versandt. Dieser Brief war an Bowes’ Frau gerichtet.
Der Geschäftsbereich Software & Data wurde 2019 von der Firma Syncsort übernommen und ist aktuell Teil der Firma Precisely.